# AMISA
La "AMISA" è stata una casa motociclistica italiana, attiva dal 1946 al 1950.
Fondata a Milano in via Zumbini, come sezione delle "Officine Meccaniche di Vedano al Lambro", la AMISA inizia nel primo dopoguerra a produrre in piccola serie biciclette e tricicli da trasporto a pedali e con motori ausiliari Motobici-Alpino, progettati da Pietro Trespidi.
Sempre con motore "Alpino", nel 1947, presenta una motoleggera da 98 cm³ che venne prodotta in poche decine di esemplari, direttamente commercializzati nell'hinterland milanese.
Nel 1948, realizza una temporanea joint venture con la Rumi per lo sviluppo di una motocicletta con propulsore progettato da Pietro Vassena. Nel novembre dello stesso anno, al 27º Salone di Milano, fu presentato il prototipo AMISA-Rumi 125, dotato di motore bicilindrico a due tempi, con ammissione a valvola rotante che suscitò un grande clamore sulla stampa specialistica.
Tuttavia, non disposta ad avviare la produzione del modello in grande serie, la AMISA rinunciò all'accordo e la moto venne costruita direttamente dalla Rumi.
La produzione motociclistica della AMISA si concluse nel 1950.